# Eastern Townships Telephone Company
 (mars 2024).
Eastern Townships Telephone Company est une compagnie de téléphone à Sherbrooke mise en fonction par Carlos Skinner en 1896, au Québec. 
Skinner fut représentant de Bell Canada, puis créa sa propre compagnie, la People's Telephone Company, qui deviendra The Eastern Townships Telephone Company jusqu'à sa fin,. L'entreprise dessert un territoire s'étendant de Rock Island à Danville.
La marque que la famille Skinner a laissée sur l'histoire de Sherbrooke a été commémorée dans une murale historique, située à l'angle des rues Frontenac et Dufferin, représentant les vitrines de la bijouterie Boutique Skinner et de la People's Telephone Company.